# Tête d'Arles
La « Tête d'Arles » (anciennement « Tête de Livie » ou « Tête au nez cassé ») est un fragment d'une statue romaine en marbre prévue en deux parties, dont il ne reste que le buste, représentant probablement Vénus (Aphrodite), découvert dans les ruines du théâtre antique d'Arles en 1823 lors du désenclavement de ce dernier. Elle serait la copie romaine d’un original grec du IVe siècle av. J.-C..
La tête d'Arles représente un type iconographique appelé plus complètement Aspremont-Lynden/Arles. Elle fait partie de l'exposition permanente du Musée départemental Arles antique sous le numéro d'inventaire FAN.92.00.405.

## Fragment d'un ornement théâtral homogène
La sculpture d'origine était en deux parties, biaisée au niveau de la poitrine, la partie supérieure s'insérant dans la partie inférieure selon un procédé déjà observé. Le buste qui nous est parvenu, d'une hauteur de 58 cm, était vraisemblablement enchâssé dans un corps entièrement drapé, dont l'attitude légèrement déhanchée permettait au chitôn de glisser de l'épaule gauche pour la découvrir. Comme de coutume, la statue devait être colorée et la chevelure en particulier était probablement recouverte d'or.
On découvre le buste en 1823, en même temps qu'un bas-relief représentant Apollon et Marsyas, dans une simple tranchée faite dans une rue étroite à l'emplacement du Théâtre antique d'Arles. Compte tenu du lieu de sa découverte, la statue devait faire partie de la décoration du postscaenium ornant la scène du théâtre antique, vraisemblablement dans une des niches situées de part et d'autre de la porte royale  (valva regia), à sa gauche, de manière symétrique à la Vénus d'Arles retrouvée également proche de cet endroit, près de deux siècles plus tôt, comme la statue monumentale d'Auguste en Apollon auquel le théâtre était dédié, que les deux Vénus devaient encadrer. Comme la Vénus d'Arles, la tête d'Arles présente en outre une perforation sur le devant du crâne, probablement pour l'adjonction d'une pièce rapportée en métal, une étoile ou un diadème, une singularité qui, en appui de leur identification respective (infra), confirmerait que les deux statues ont bien été conçues dès l'origine comme des parèdres.

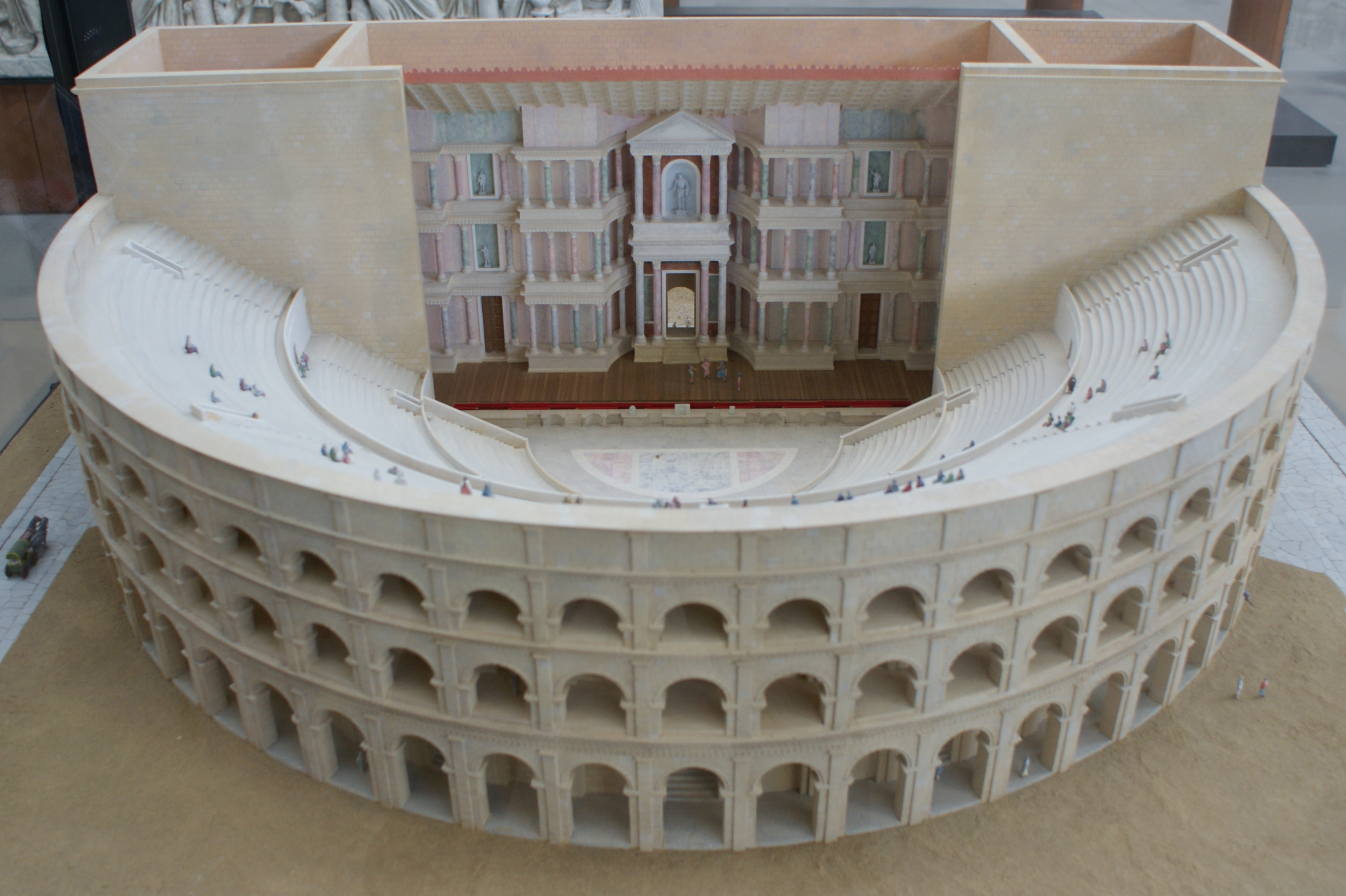
Maquette du théâtre antique d'Arles donnant une idée du postscaenium dont la statue supportant la tête d'Arles devait occuper l'une des niches (Musée de l'Arles antique).

Les deux statues, ainsi que celle d'Auguste, font partie des collections permanentes du Musée de l'Arles antique depuis sa création en 1995. Antérieurement, elles étaient exposées au Musée lapidaire d'Arles. La tête d'Arles, connue alors comme la « Tête sans nez » fut présentée à l'exposition des Beaux-Arts de Marseille en 1861.

## Datation et classification
En dehors de la qualité plastique « exceptionnelle » que l'on peut reconnaître à ce buste, l'étude de la tête (photo), marquée par une coiffure de tresses en bandeaux réunies en chignon bas, particulièrement stricte, des traits réguliers, un bas de visage lourd et une partie orbitale fortement ombrée, laisse apparaître des similitudes avec les statues grecques de la fin du Ve ou du début du IVe siècle av. J.-C., vraisemblablement pré-praxitélienne selon Cécile Carrier, rejoignant en cela Salomon Reinach, bien que certains auteurs comme Antonio Corso associent ce buste à la Phryné de la triade de Thespies sculptée par Praxitèle.

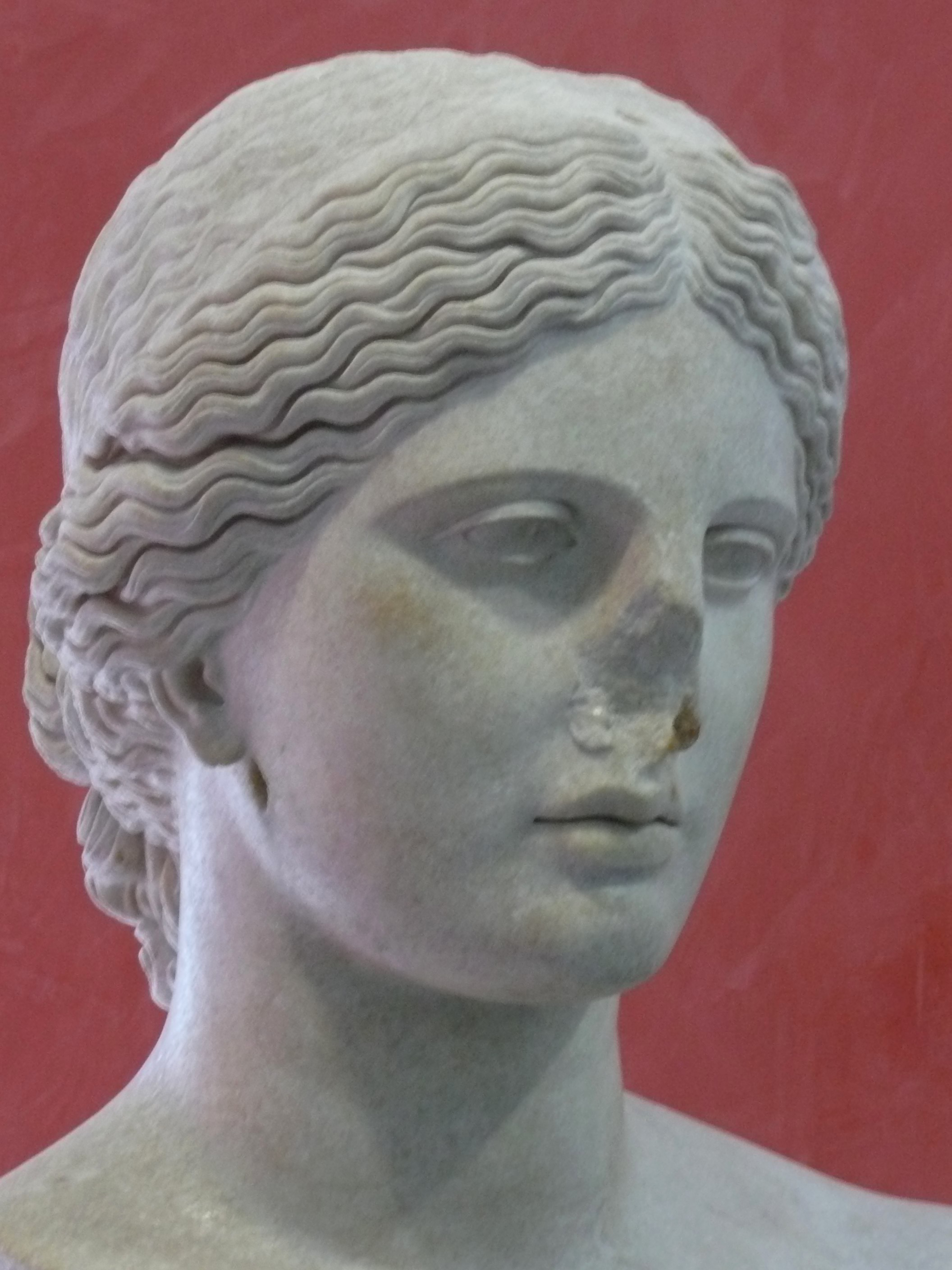
Profil droit de la Tête d'Arles.

En outre, les auteurs restent également partagés sur la datation exacte de cette interprétation romaine, soit l'époque antonine plus récente, soit plutôt l'époque augustéenne (Ier siècle av. J.-C.) comme le suggère Cécile Carrier.
La tête d'Arles, anciennement identifiée comme la représentation de l'impératrice Livie, l'épouse d'Auguste ultérieurement divinisée (dite « tête de Livie » à l'époque bien que dénommée diversement), incarne un type iconographique qui, selon Cécile Carrier, s'apparenterait plutôt à une Vénus Genitrix (génitrice), la déesse victorieuse invoquée par César.
L'emploi du type Vénus Genitrix, créé par Arkésilaos pour le temple du forum de César à Rome, pourrait dès lors s'interpréter comme un geste de piété filiale d'Auguste envers Jules César, son père adoptif,  mais aurait aussi une symbolique plus locale, en hommage à la fondation de la colonie d'Arles par César, souligné par Auguste quand il a renommé celle-ci Colonia Julia Paterna,. Comme les deux autres statues qui ornaient le postscaenium du théâtre antique, celle d'Auguste divinisé en Apollon et la Vénus d'Arles qui pourrait représenter Vénus Victrix, la tête d'Arles-Vénus Genitrix suivrait ainsi les types statuaires établis depuis la fin de l'époque républicaine, particulièrement diffusés à l'époque augustéenne, dans le respect de l'iconographie officielle.
Avec la tête d'Arles qui en est la meilleure illustration, le type Aspremont-Lynden/Arles comprend un ensemble de répliques statuaires dont on ne conserve que les têtes à Vienne (Tête Aspremont-Lynden), Athènes (Tête de la Tour des Vents), Boston (Tête de Chios) et Civitavecchia (Tête féminine). D'autres rapprochements sont possibles.